# Tennō tanjōbi
Il compleanno dell'Imperatore (天皇誕生日?, Tennō tanjōbi) è una festa nazionale del calendario giapponese. La data è determinata in base alla data di nascita dell'imperatore reggente. Nel periodo Reiwa la data è fissata al 23 febbraio in quanto l'imperatore Naruhito è nato quel giorno nel 1960. In seguito all'abdicazione dell'imperatore emerito Akihito, il cui compleanno cadeva il 23 dicembre, la festa non è stata celebrata nel 2019 in quanto posticipata al primo compleanno del nuovo imperatore, tuttavia per via della pandemia di COVID-19, i festeggiamenti sono stati annullati sia nel 2020 che nel 2021.

## Storia

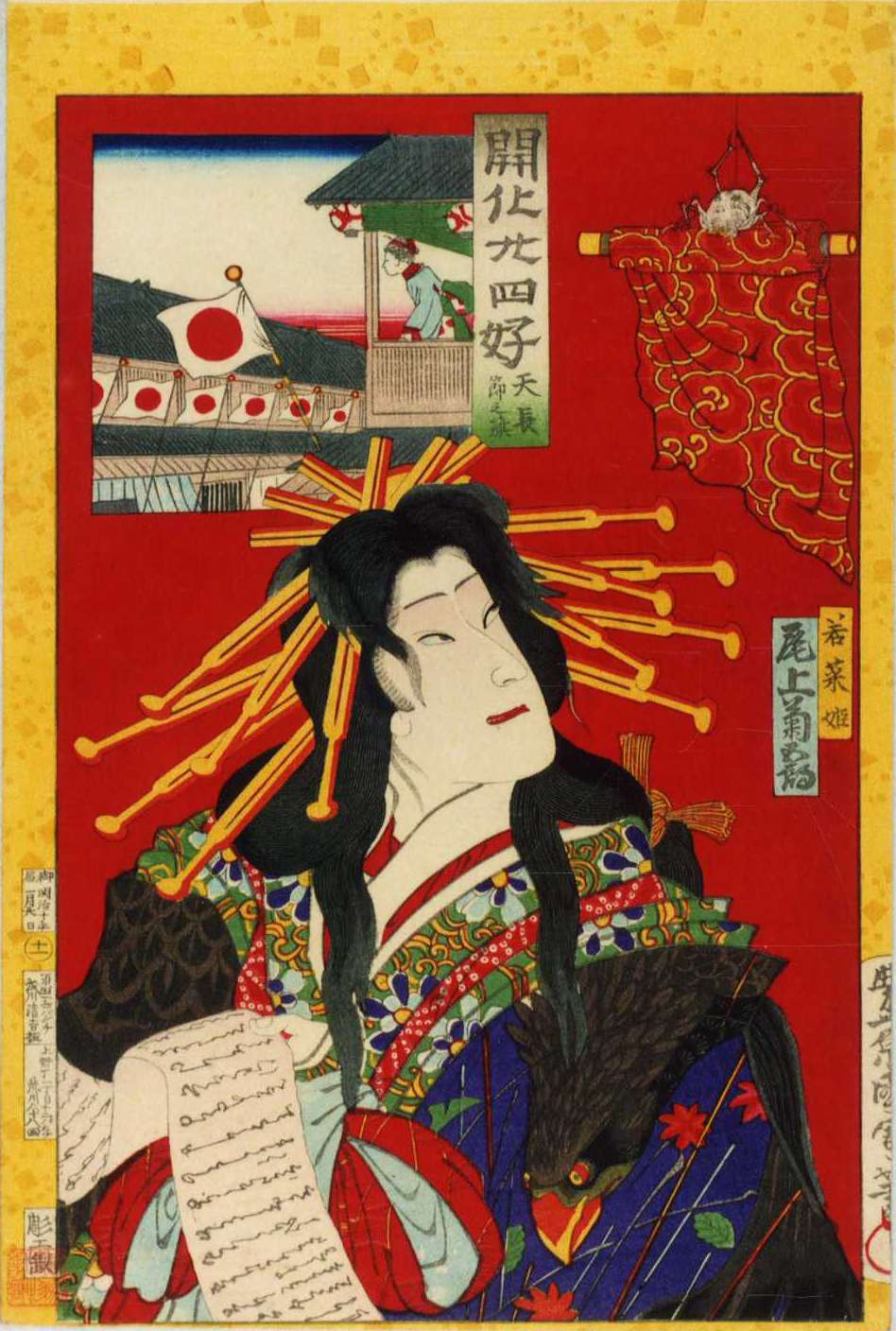
Bandiera per l'Imperatore (Tenchōsetsu) 1877

Il compleanno dell'imperatore venne celebrato a livello nazionale per la prima volta nel primo anno del periodo Meiji (22º mese 9º giorno del calendario lunisolare del 1868) con il nome di Tenchōsetsu (天長節?). Tempo dopo il Giappone iniziò ad utilizzare il calendario gregoriano a partire dal 1873, celebrando il Tenchōsetsu il 3 novembre. Il giorno in cui festeggiare il Tenchōsetsu venne in seguito determinato in base al giorno di nascita dell'imperatore salito al trono.
Durante il regno di Hirohito (periodo Shōwa, 1926-1989), il compleanno dell'Imperatore veniva celebrato il 29 aprile. Questa data è rimasta un giorno festivo, postumamente rinominato Midori no hi (みどりの日?, Giorno verde) nel 1989 e Shōwa no hi (昭和の日?, Giorno Shōwa) nel 2007.
Dopo la seconda guerra mondiale, nel 1948, il nuovo governo ribattezzò questa ricorrenza Tennō tanjōbi e fu istituita per legge come festività nazionale. 
La modifica di questa data si ha nel momento in cui avviene la successione al trono, ad opera della Dieta del Giappone che provvede a modificare la data della festività nazionale prima che il nuovo imperatore regnante compia gli anni. Poiché la successione al trono corrisponde alla morte dell'imperatore, non è dato sapere quando questa avverrà, così esiste una piccola probabilità che il compleanno dell'imperatore defunto possa cadere prima del cambiamento della data ad opera della Dieta: la conseguenza è quella di festeggiare il compleanno dell'imperatore defunto anziché di quello regnante.
| Periodo | Imperatore          | Anni        | Data                                           |
| ------- | ------------------- | ----------- | ---------------------------------------------- |
| Meiji   | Imperatore Meiji    | 1868 - 1872 | 22º mese e 9º giorno del calendario lunisolare |
| Meiji   | Imperatore Meiji    | 1873 - 1911 | 3 novembre                                     |
| Taishō  | Imperatore Taishō   | 1912 - 1913 | 31 agosto                                      |
| Taishō  | Imperatore Taishō   | 1914 - 1926 | 31 ottobre                                     |
| Shōwa   | Imperatore Shōwa    | 1927 - 1988 | 29 aprile                                      |
| Heisei  | Imperatore Akihito  | 1989 - 2019 | 23 dicembre (non celebrato nel 2019)           |
| Reiwa   | Imperatore Naruhito | 2019 -      | 23 febbraio (non celebrato nel 2019)           |

## Cerimonia

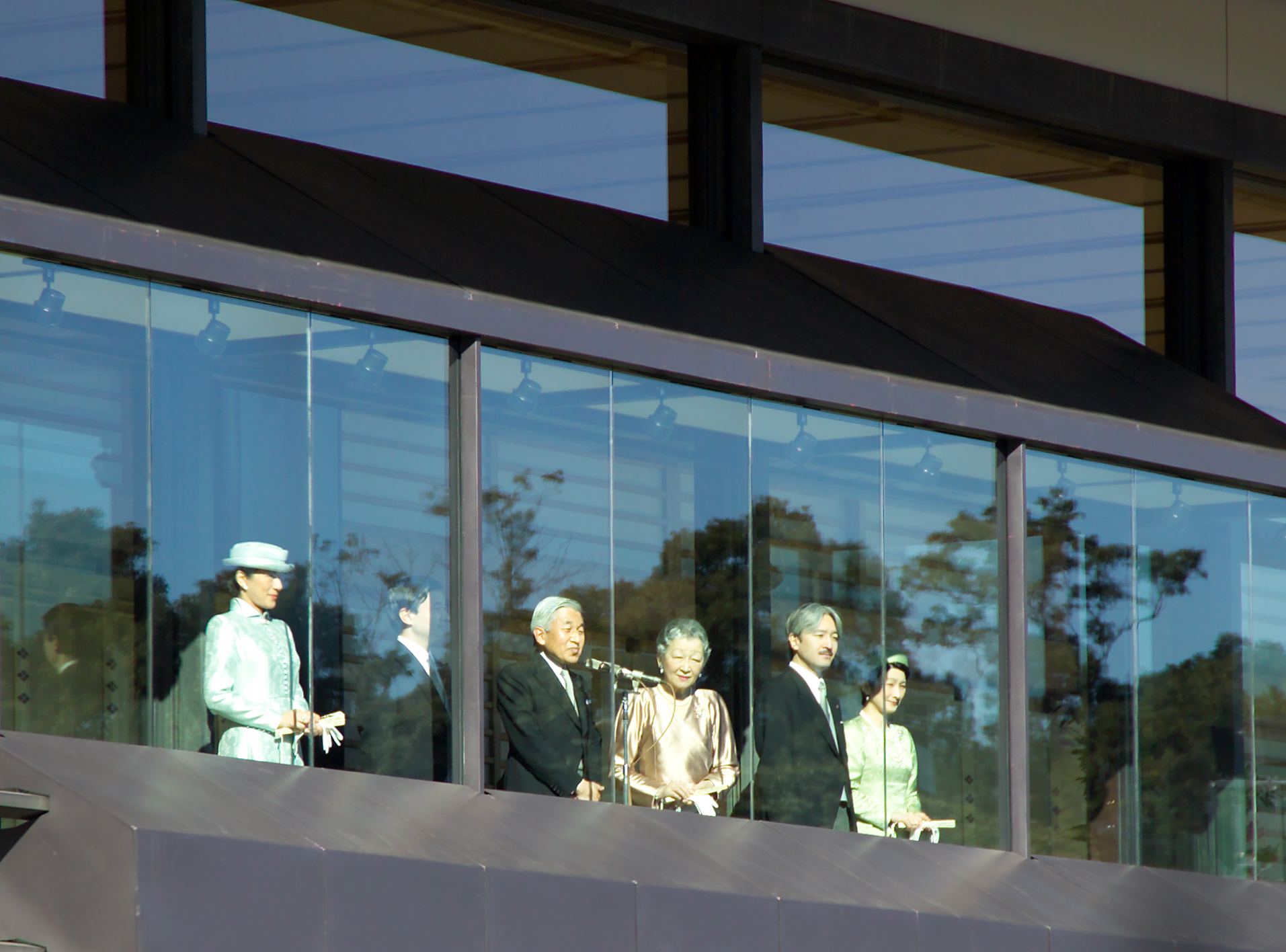
La famiglia imperiale nel giorno del compleanno dell'imperatore del 2005.

Durante il Tennō tanjōbi si svolge una cerimonia pubblica all'interno del Palazzo Imperiale di Tokyo, i cui cancelli vengono eccezionalmente aperti alla gente comune (di solito solo il parco circostante è visitabile). L'imperatore, accompagnato dalla Famiglia Imperiale, appare su un balcone del palazzo (protetto da un vetro antiproiettile) per porgere i suoi saluti e ricevere gli auguri della folla accorsa per festeggiarlo. Solo in questa occasione e il 2 gennaio il pubblico può accedere all'interno del Palazzo Imperiale. La folla deve attendere ordinatamente in una zona prestabilita posta tra la strada principale e il palazzo: in un secondo momento la polizia accompagna i visitatori portandoli dalla piazza antistante fino all'interno della cinta del palazzo.
L'ingresso è libero e a chi lo desidera viene consegnata una piccola bandiera giapponese. I visitatori attendono in fila accanto al ponte Nijubashi, verso le 9:30 del mattino la polizia fa attraversare il ponte a un primo gruppo di persone e gestisce l'ingresso alla piazza sottostante al balcone. Verso le 10:20, l'imperatore, accompagnato dall'imperatrice, dagli eredi al trono e rispettive consorti, si affaccia al balcone e la folla sottostante augura lunga vita all'imperatore ripetendo in coro la parola banzai! (万歳? traducibile in “vivere fino a diecimila anni”).
Una volta conclusi i suoi ringraziamenti e il suo pubblico saluto, la folla comincia a sventolare le bandiere e la Famiglia Imperiale si ritira all'interno del palazzo. La cerimonia dura in tutto tre minuti, dopo di che, il gruppo dei sudditi viene fatto defluire all'esterno, e viene fatto entrare un secondo gruppo. Tale operazione si ripete varie volte, in modo che il maggior numero possibile di cittadini possa rendere omaggio all'imperatore. La stessa sera, la televisione nazionale trasmette uno speciale nel corso del quale l'imperatore rivolge alcune parole di ringraziamento al Paese.
La folla che assiste alla cerimonia solitamente è costituita da persone adulte e per lo più anziane, proprio perché l'imperatore ricorda la fine della seconda guerra mondiale, una guerra che risiede ancora maggiormente nella mente delle persone più anziane. Tra la folla tuttavia possono esserci anche gruppi di turisti stranieri che organizzati fanno visita al Palazzo e si godono l'evento.